# Heribert Wenzel
Heribert Wenzel (* 22. Juni 1929 in Böhmisch-Kamnitz, Tschechoslowakei; † 26. März 2017) war ein hessischer Politiker (SPD) und ehemaliger Abgeordneter des Hessischen Landtags.

## Ausbildung und Beruf
Heribert Wenzel machte nach der Volksschule und der Hauptschule eine Lehre als Industriekaufmann und arbeitete bis 1961 in der Industrie. Danach war er für den Landeswohlfahrtsverband Hessen tätig.
Heribert Wenzel war verheiratet und hatte zwei Kinder.

## Politik
Heribert Wenzel war Mitglied der SPD. Für seine Partei war er in Darmstadt von 1960 bis 1973 als Stadtverordneter (davon Fraktionsvorsitzender von 1964 bis 1973), 1973 bis 1980 als hauptamtlicher Stadtrat und ab 1981 als Ehrenamtlicher Stadtrat tätig.
Bis 1973 war er Mitglied und stellvertretender Vorsitzender der Verbandsversammlung der Regionalen Planungsgemeinschaft Starkenburg. Am 1. Dezember 1970 wurde er für den Wahlkreis Darmstadt-Stadt I direkt in den Hessischen Landtag gewählt. Mit seiner Wahl als Stadtrat schied der am 18. Dezember 1973 aus dem Landtag aus.